# Ortalis motmot
Ortalis motmot là một loài chim trong họ Cracidae.